# Schiffsgraben

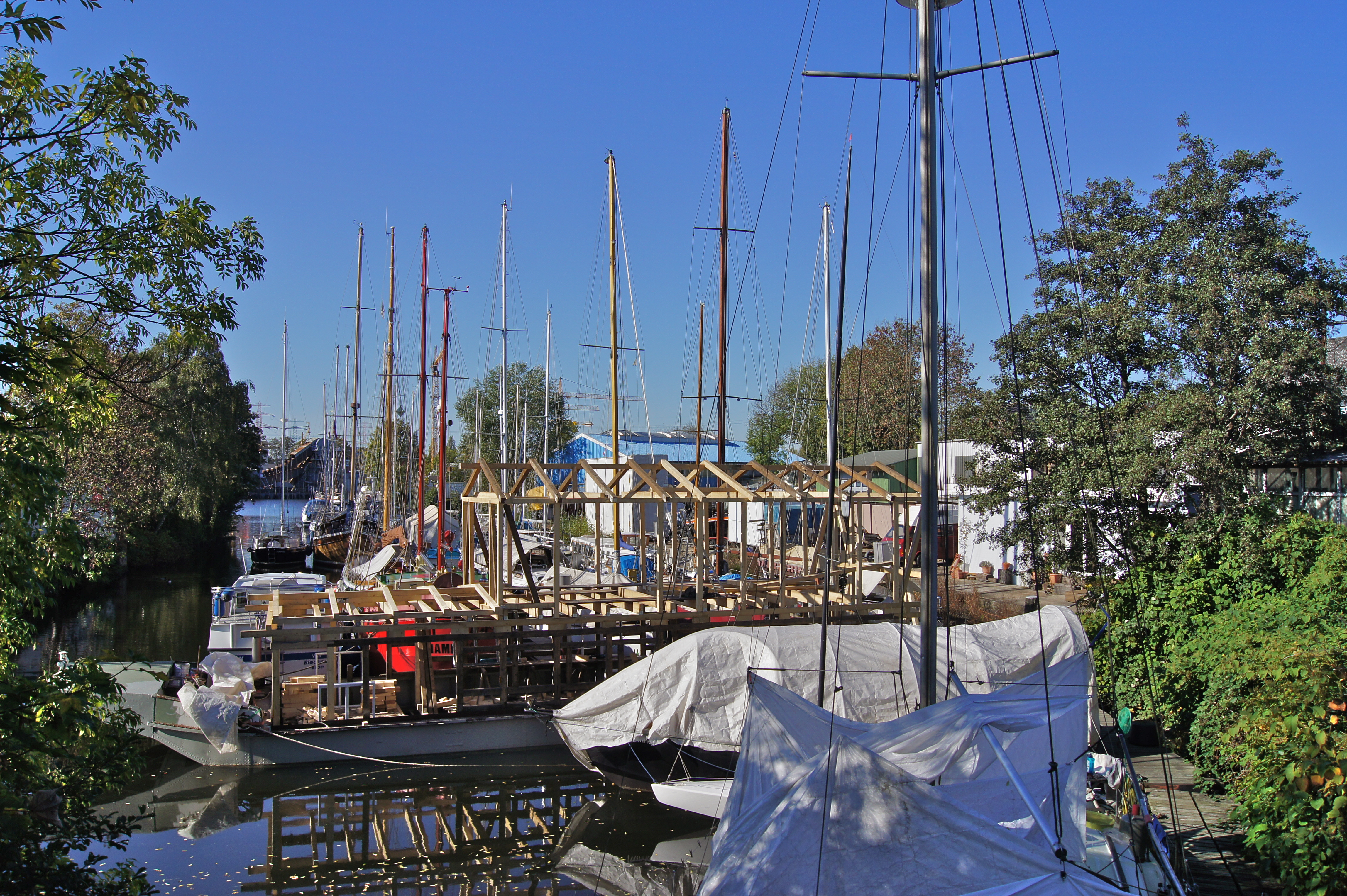
La drassana a l'extrem occidental del canal

L'Schiffsgraben és un petit canal al port d'Harburg al barri d'Harburg a l'estat federal alemany d'Hamburg. Comença al Verkehrshafen i acaba en atzucac al carrer Hannoversche Straße. Només la primera part fins al pont del carrer Hannoversche Straße és navegable i serveix com a drassana oberta d'un petit taller de reparació i de renovació de barques.